# Boscos de pi i roure de Sierra Juárez i San Pedro Mártir
Els boscos de pi i roure de Sierra Juárez i San Pedro Mártir és una ecoregió, en el bioma de boscos temperats de coníferes, que cobreix les zones més elevades de Sierra Juárez i oscil·la a Sierra San Pedro Mártir, de la Peninsular Ranges, al nord de la Península de Baixa Califòrnia de Mèxic, prop de la frontera amb Califòrnia (Estats Units). L'ecoregió té una superfície de 4.000 km². Es troba en el punt del sud-est de la regió de clima mediterrani que comprèn gran part de Califòrnia i la part nord-oest de Baixa Califòrnia, i el clima és temperat amb pluges hivernals. Els boscos de pi i roure estan limitats per l'extensió sud del chaparral de Califòrnia i els boscos a l'oest, pel Desert de Baixa Califòrnia, al sud-oest, i pel Desert de Sonora, a l'est.
Aquests boscos són majoritàriament pi, ginebre, avet i roure. Deu espècies de pi es troben en les àrees, incloses Tamarack Pine (Pinus contorta subsp. murrayana), Pinus lambertiana, Pinus quadrifolia, 
juntament amb Abies concolor subsp. lowiana i Calocedrus decurrens. També s'inclouen espècies de roure Quercus agrifolia, Quercus engelmannii, Quercus chrysolepis, Quercus peninsularis i Quercus tomentella. També hi ha diversos brins aïllats d'àlbers (Populus tremuloides) a les zones altes.
Cupressus forbesii i Cupressus arizonica subsp. Montana es troben en les arbredes disperses en tota l'àrea. Els boscos de pins i roures Sierra de Juárez i San Pedro Mártir són a prop del límit sud de la distribució de Washingtonia filifera. Les parts més altes d'aquestes Peninsular Range (Serres Peninsulars) allotgen moltes espècies rares i endèmiques.